# Фигурное катание на зимних Олимпийских играх 2010 — квалификация
Квалификация по фигурному катанию на зимних Олимпийских играх 2010 должна была выявить, сколько спортсменов и из каких стран смогут участвовать на соревнованиях.
Всего к соревнованиям допускалось 148 спортсменов: 74 мужчины и 74 женщины. Каждый НОК мог выставить не более 3 спортсменов или пар в отдельных соревнованиях.

## Квота по дисциплинам
| Дисциплина                | Количество спортсменов (пар) |
| ------------------------- | ---------------------------- |
| Мужское одиночное катание | 30                           |
| Женское одиночное катание | 30                           |
| Парное катание            | 20                           |
| Танцы на льду             | 24                           |

## Распределение по странам
Большинство мест были распределены согласно результатам чемпионата мира 2009 по следующей схеме:
| Число мест на Играх | Результат на чемпионате мира                          | Число спортсменов (пар), чьи результаты учитывались   |
| ------------------- | ----------------------------------------------------- | ----------------------------------------------------- |
| 3                   | сумма мест меньше или равна 13                        | 2                                                     |
| 3                   | 1-2                                                   | 1                                                     |
| 2                   | сумма мест от 14 до 28                                | 2                                                     |
| 2                   | 3-10                                                  | 1                                                     |
| 1                   | Все оставшиеся страны, для которых могло хватить мест | Все оставшиеся страны, для которых могло хватить мест |

При этом участники, которые отбирались в произвольную программу (произвольный танец), но заняли места ниже 16-го, получили 16 баллов, а не прошедшие в произвольную — 18 баллов (танцоры, не прошедшие в оригинальный танец, получили по 20 баллов).
Таким образом стала известна государственная принадлежность 48 спортсменов в индивидуальных разрядах (по 24 в каждом), 32 в парном (16 пар) и 38 (19 пар) в танцах на льду. Оставшиеся места распределились на турнире «Nebelhorn Trophy 2009», который прошёл с 24 по 26 сентября 2009 года. В борьбе за путевки учитывались только результаты спортсменов тех стран, фигуристы которых не смогли квалифицироваться на чемпионате мира 2009.

## Принимающая страна
Канада как страна, принимающая Игры, получила бы по одному месту в каждой дисциплине, если иным способом её спортсмены на Олимпиаду не отобрались бы. Однако, по результатам чемпионата мира 2009 года, фигуристы Канады квалифицировались для участия в Олимпиаде по всем четырём дисциплинам фигурного катания.

## Квалифицированные страны

### По чемпионату мира
| Мест | Мужчины                                                  | Женщины                                                                      | Пары                              | Танцы                                            |
| ---- | -------------------------------------------------------- | ---------------------------------------------------------------------------- | --------------------------------- | ------------------------------------------------ |
| 3    | США · Япония                                             | Япония                                                                       | Китай · Россия                    | Россия · США                                     |
| 2    | Канада · Франция · Чехия · Италия · Казахстан · Россия   | Канада · Финляндия · Грузия* · Швейцария** · Республика Корея · Россия · США | Германия · Украина · Канада · США | Канада · Франция · Италия · Великобритания       |
| 1    | Бельгия · Швеция · Испания · Словения · Украина · Польша | Италия · Словакия · Эстония · Германия · Польша · Великобритания · Турция    | Франция · Великобритания          | Израиль · Литва*** · Украина · Япония · Германия |

- * — Грузия отказалась от одного места на Олимпиаде в женском одиночном катании[1].
- ** — Швейцарский НОК установил для своих спортсменов норматив в баллах, набрав который они могли получить место в олимпийской сборной. В женском одиночном катании, где Швейцария по результатам чемпионата мира имела два места, норматив смогла выполнить только Сара Майер, поэтому от одной лицензии Швейцария отказалась.
- *** — У литовского танцевального дуэта Кэтрин Копели / Дейвидас Стагнюнас возникли проблемы с предоставлением партнёрше литовского гражданства, и в Играх пара участия не приняла.

### По Nebelhorn Trophy
| Мест | Мужчины                                                     | Женщины                                                                              | Пары                                  | Танцы                                      |
| ---- | ----------------------------------------------------------- | ------------------------------------------------------------------------------------ | ------------------------------------- | ------------------------------------------ |
| 1    | Швейцария · Австрия · Германия · КНДР · Румыния · Финляндия | Китай · Венгрия · Словения · Австрия · Испания · Бельгия · Австралия* · Узбекистан** | Швейцария · Эстония · Польша · Италия | Китай · Чехия · Венгрия · Эстония · Грузия |

- * — Грузия отказалась от одной путёвки в женском одиночном катании, и это место должна была занять спортсменка Израиля. Однако, позже, Израиль также отказался от путёвки в связи с тем, что сильнейшая израильская фигуристка Тамар Кац не выполнила норму, установленную НОК Израиля, и в олимпийскую делегацию включена не была[2]. Следующей запасной была фигуристка Чехии, но Чехия тоже отказалась от лицензии, и её место заняла спортсменка Австралии[3].
- ** — Место в женском одиночном катании, от использования которого отказалась Швейцария (получившая его по результатам чемпионата мира), перешло к спортсменке Узбекистана.

### Всего
| Страна           | Мужчины | Женщины | Пары | Танцы | Всего |
| ---------------- | ------- | ------- | ---- | ----- | ----- |
| Австрия          | 1       | 1       |      |       | 2     |
| Бельгия          | 1       | 1       |      |       | 2     |
| Великобритания   |         | 1       | 1    | 2     | 7     |
| Венгрия          |         | 1       |      | 1     | 3     |
| Германия         | 1       | 1       | 2    | 1     | 8     |
| Грузия           |         | 1       |      | 1     | 3     |
| Израиль          |         |         |      | 1     | 2     |
| Испания          | 1       | 1       |      |       | 2     |
| Италия           | 2       | 1       | 1    | 2     | 9     |
| Казахстан        | 2       |         |      |       | 2     |
| Канада           | 2       | 2       | 2    | 2     | 12    |
| Китай            |         | 1       | 3    | 1     | 9     |
| КНДР             | 1       |         |      |       | 1     |
| Польша           | 1       | 1       | 1    |       | 4     |
| Россия           | 2       | 2       | 3    | 3     | 16    |
| Румыния          | 1       |         |      |       | 1     |
| Словакия         |         | 1       |      |       | 1     |
| Словения         | 1       | 1       |      |       | 2     |
| США              | 3       | 2       | 2    | 3     | 15    |
| Турция           |         | 1       |      |       | 1     |
| Узбекистан       |         | 1       |      |       | 1     |
| Украина          | 1       |         | 2    | 1     | 7     |
| Финляндия        | 1       | 2       |      |       | 3     |
| Франция          | 2       |         | 1    | 2     | 8     |
| Чехия            | 2       | 1       |      | 1     | 5     |
| Швейцария        | 1       | 1       | 1    |       | 4     |
| Швеция           | 1       |         |      |       | 1     |
| Эстония          |         | 1       | 1    | 1     | 5     |
| Республика Корея |         | 2       |      |       | 2     |
| Япония           | 3       | 3       |      | 1     | 8     |
| Итого: 30 стран  | 30      | 30      | 40   | 46    | 146   |